# Florian Imer
Florian Imer (* 8. November 1898 in La Neuveville; † 22. Januar 1981 in Bern) war ein Schweizer Jurist und Historiker.

## Leben
Imer studierte Rechtswissenschaft an der Universität Bern. 1923 erhielt er das Anwaltspatent, 1933 promovierte er.
Als Mitglied der Bauern-, Gewerbe- und Bürgerpartei (BGB) war er von 1926 bis 1933 Regierungsstatthalter und Gerichtspräsident des Amtsbezirks La Neuveville. Von 1933 bis 1968 war er Richter am Obergericht des Kantons Bern, das er von 1950 und 1954 auch präsidierte.
Florian Imer bekleidete den Rang eines Majors in der Schweizer Armee. Während des Zweiten Weltkriegs war er Chef des juristischen Dienstes für die Internierung. 1965 wurde er Präsident des Bernischen Juristenvereins.

## Werke
Florian Imer tat sich als Lokal- und Familienhistoriker hervor. Er verfasste eine Geschichte seiner Heimatstadt La Neuveville sowie Aufsätze über die Familien Imer und Gélieu.